# Lee Alvin DuBridge
Lee Alvin DuBridge (Terre Haute, 21 de setembro de 1901 — 23 de janeiro de 1994) foi um físico estadunidense.